# Carlos Aponte
Carlos Aponte Benítez (ur. 24 stycznia 1939 w Tunji, zm. 1 sierpnia 2008 w Bogocie) – piłkarz kolumbijski grający podczas kariery na pozycji obrońcy.

## Kariera klubowa
Karierę piłkarską Carlos Aponte rozpoczął w stołecznym Independiente Santa Fe w 1958. Z Santa Fe trzykrotnie zdobył mistrzostwo Kolumbii w 1958, 1960 i 1966. W latach 1969–1970 grał w Deportes Tolima. Karierę zakończył w Uniónie Magdalena Santa Marta. Ogółem w latach 1958-1970 rozegrał w lidze kolumbijskiej 284 spotkania, w których zdobył 8 bramek.

## Kariera reprezentacyjna
W reprezentacji Kolumbii Aponte zadebiutował 25 kwietnia 1962 w przegranym 0-1 towarzyskim spotkaniu z Meksykiem.
W tym samym roku został powołany przez selekcjonera Adolfo Pedernerę do kadry na Mistrzostwa Świata w Chile. Na Mundialu Aponte był rezerwowym i nie wystąpił w żadnym meczu.
W 1963 uczestniczył w Copa América. Na turnieju w Boliwii wystąpił w czterech meczach z Argentyną, Brazylią, Boliwią i Ekwadorem. Ostatni raz w reprezentacji wystąpił 1 września 1963 w przegranym 3-4 towarzyskim meczu z Kostaryką.
Od 1962 do 1963 roku rozegrał w kadrze narodowej 6 spotkań.